# Giro dell'Umbria 1989
Il Giro dell'Umbria 1989, quarantottesima edizione della corsa, si svolse il 10 agosto 1989. La vittoria fu appannaggio dell'italiano Stefano Colagè il quale precedette il sovietico Ivan Ivanov e il connazionale Michele Moro.

## Ordine d'arrivo (Top 10)
| Pos. | Corridore           | Squadra                   | Tempo |
| ---- | ------------------- | ------------------------- | ----- |
| 1    | Stefano Colagè      | Titanbonifica-Benotto     | ?     |
| 2    | Ivan Ivanov         | Alfa Lum                  | ?     |
| 3    | Michele Moro        | Selca-Conti-Ciclolinea    | ?     |
| 4    | Davide Cassani      | Gewiss-Bianchi            | ?     |
| 5    | Angelo Lecchi       | Del Tongo-Mele Val di Non | ?     |
| 6    | Ennio Salvador      | Gewiss-Bianchi            | ?     |
| 7    | Rodolfo Massi       | Atala-Campagnolo          | ?     |
| 8    | Stefano Della Santa | Pepsi Cola-Alba Cucine    | ?     |
| 9    | Roberto Conti       | Selca-Conti-Ciclolinea    | ?     |
| 10   | Marino Amadori      | Del Tongo-Mele Val di Non | ?     |